# 帕特西·克莱恩
维吉尼亚·帕特森·亨斯利，艺名帕特西·克莱恩(Patsy Cline，1932年9月8日 - 1963年3月5日)，20世纪50年代美国著名乡村女歌手，被认为是 20 世纪最有影响力的歌手之一，也是最早跨入流行音乐领域的乡村音乐艺术家之一。克莱恩在其八年的演唱生涯中贡献了几首热门歌曲 ，包括她的成名曲《午夜后的漫步》（Walkin' after Midnight）、《疯狂》（Crazy）等等。1963年3月，与同为乡村歌手的牛仔科帕斯和霍克肖·霍金斯以及经纪人兰迪·休斯（Randy Hughes）从堪萨斯州的堪萨斯城搭乘飞机回纳什维尔途中遭遇空难身亡。